# Peter Gamper
Peter Gamper (República Federal Alemana, 30 de noviembre de 1940) fue un atleta alemán especializado en la prueba de 100 m, en la que consiguió ser medallista de bronce europeo en 1962.

## Carrera deportiva
En el Campeonato Europeo de Atletismo de 1962 ganó la medalla de bronce en los 100 metros lisos, con un tiempo de 10.4 segundos, llegando a meta tras los franceses Claude Piquemal y Jocelyn Delecour, ambos también con un tiempo de 10.4 segundos.